# Видавнича та книготорговельна галузь Волинської області
Видавни́ча та книготоргове́льна га́лузь Воли́нської о́бласті
До державного реєстру видавців, виробників і книгорозповсюджувачів в області занесено понад 50 суб'єктів видавничої справи, зокрема 9 видавництв, із них два — державні, 42 книжкові магазини і підприємницькі структури, які займаються реалізацією видань. Із них — 4 є комунальними, решта — приватні. Загалом державний сектор економіки у видавничій і книготорговельній галузі складає на Волині 11 %.
У 2006 році видавництва області підготували до друку і випустили у світ 371 книжку тиражем 1 мільйон 420 тисяч примірників. За І півріччя 2007 року віддруковано 223 книги. Якщо говорити про тенденції, то збільшується випуск художньої, дитячої, довідкової та науково-популярної літератури.
У розрахунку на одного жителя Волині — півтори книжки. Це трохи більше, ніж у середньому по Україні. Явними лідерами за кількістю видань є видавництва «Вежа» Волинського державного університету імені Лесі Українки, «Волинська книга» (ВАТ «Волинська обласна друкарня») і «Надстир'я», за тиражем — місійна книжкова фабрика. На її долю припадає 80 % тиражу волинських книг.